# Аппий Клавдий Кавдекс
А́ппий Кла́вдий Кавде́кс (лат. Appius Claudius Caudex; III век до н. э.) — римский военачальник и политический деятель из патрицианского рода Клавдиев, консул 264 года до н. э., участник Первой Пунической войны. Он стал первым римским полководцем, который действовал за пределами Италии.

## Происхождение
Аппий Клавдий принадлежал к одному из самых знатных семейств Рима, имевшему сабинское происхождение. Капитолийские фасты называют преномены его отца и деда — Гай и Аппий соответственно; Псевдо-Аврелий Виктор и Авл Геллий называют его братом Аппия Клавдия Цека, который тоже был сыном Гая и внуком Аппия, но из-за идентичности имён и хронологической дистанции исследователи считают, что такое родство исключено.
Прозвище Кавдекс, по словам Псевдо-Аврелия Виктора, означает «чурбан», и Аппий получил его после победы над Вольсиниями, но историки и это сообщение ставят под сомнение: в Этрурии воевал не Аппий, а его коллега по консульству.

## Биография
В 264 году до н. э. Аппий Клавдий получил консульство. Его коллега Марк Фульвий Флакк вёл войну в Этрурии, а Клавдию было поручено оказать поддержку той части мессанских мамертинцев, которая попросила у Рима помощи против Сиракуз и Карфагена.
Сначала Кавдекс направил на Сицилию военного трибуна Гая Клавдия с небольшим отрядом, который занял Мессану и тут же был осаждён карфагенянами и царём Гиероном. Консул, находясь в Регии, попытался уладить конфликт, но противник отверг его предложение о мире. Тогда Аппий Клавдий ночью переправился через пролив с двумя легионами; Фронтин рассказывает о хитрости, которая помогла римлянам избежать встречи с карфагенским флотом. Высадившись на острове, Кавдекс тут же атаковал сиракузян и разбил их, так что Гиерон, по словам Полибия, «в страхе за самую власть» бежал в свой город. Согласно Флору, царь «сам утверждал, будто увидел себя побежденным раньше, чем заметил врага».
На следующий день Клавдий разбил карфагенян и добился полного снятия осады с Мессаны. После этого он вторгся на территорию Сиракуз и осадил этот город, а также крепость Эхетла на границе с карфагенскими владениями. Согласно Орозию, Гиерон выпросил у Аппия Клавдия мир на условиях выплаты контрибуции в 200 талантов серебра, но Полибий сообщает, что мир с Сиракузами был заключён уже консулами следующего года. Клавдий же, увидев мощь сиракузских укреплений, был вынужден отступить в Мессану, по окончании своих полномочий передал командование преемникам и уплыл в Италию. Поздние источники сообщают, что он был удостоен за свои успехи триумфа, но в историографии это считается вымыслом. После 264 года до н. э. источники ничего не сообщают об Аппии Клавдии.
Таким образом, Кавдекс стал первым римским военачальником, действовавшим за пределами Италии и действовавшим против Карфагена. Его поход стал началом Первой Пунической войны.